# Peter Musevski
Peter Musevski, slovenski dramski in filmski igralec, * 12. junij 1965, Ljubljana. † 18. marec 2020

## Življenjepis
Pred diplomo iz dramske igre na AGRFT v Ljubljani se je neuspešno preizkusil na več različnih fakultetah, med tem pa sodeloval pri amaterskem gledališču.
Po diplomi se je najprej zaposlil v Primorskem dramskem gledališču SNG Nova Gorica (1995–2003), 2003 pa v Prešernovem gledališču Kranj, kjer je bil zaposlen do smrti.
Dolga leta je bolehal za depresijo in alkoholizmom, o čemer je večkrat javno spregovoril.
Po očetu Ristu je bil Makedonec. Je oče sinov Filipa in Nina iz prvega zakona (do leta 2010). V drugem zakonu je bil poročen z učiteljico in prevajalko Tanjo Novak (2017–2020).
Je bil en najbolj cenjenih in nagrajevanih slovenskih igralcev. Igral je v številnih filmih, ki so pobirali nagrade na najpomembnejših svetovnih festivalih.

## Vloge v gledališču (izbor)
- Ojdip v Sofoklovem Kralju Ojdipu
- Chanche v Gospodu Chanceu Jerzya Kosinskega
- Točaj/Hudič v Strniševih Žabah
- Richard v predstavi Podeželje
- Martin in Miklavž v Flisarjevem Akvariju
- Shakespearov Norec
- Strnišev Točaj
- Strindbergov Jean
- Ibsenov Jörgen Tesman

## Filmografija (izbor)
- 1993: Ko zaprem oči (r.  Franci Slak) (prvi angažma na filmu)
- 1999: TV dober dan (r. Vojko Anzeljc) (tv serija)
- 2001: Kruh in mleko (r. Jan Cvitkovič)
- 2003: Rezervni deli (r. Damjan Kozole)
- 2004: Naša mala klinika (pacient Kajzer)
- 2005: Uglaševanje (r. Igor Šterk)
- 2005: Delo osvobaja (r. Damjan Kozole)
- 2007: I’m from Titov Veles (r. Teona Mitevska)
- 2008: Za vedno (r. Damjan Kozole)
- 2009: Slovenka (r. Damjan Kozole)
- 2010: Moji, tvoji, najini (r. Siena Krušič) (tv serija)
- 2013 Adria blues (film) [Adria Blues (scenarist in režiser [Miroslav Mandič]])
- 2016: Nočno življenje (r. Damjan Kozole)
- 2020: V imenu ljudstva (r. Vojko Anzeljc) (tv serija)

## Nagrade
- 2010: Nagrada Prešernovega sklada
- 2007: Severjeva nagrada
- 2005: Srce Sarajeva, Delo osvobaja, Sarajevo FF
- 2005: Vesna za najboljšega igralca leta, Delo osvobaja, FSF Portorož
- 2005: Stopov igralec leta, Delo osvobaja, FSF Portorož
- 2003: Vesna za najboljšega igralca leta, Rezervni deli, FSF Celje
- 2003: Stopov igralec leta, Rezervni deli, FSF Celje
- 2002: Najboljši igralec, Kruh in mleko, IFF Valencia
- 2001: Najboljši igralec, Kruh in mleko, IFF Bratislava
- 2001: Stopov igralec leta, Kruh in mleko, FSF Portorož
- 2018: Borštnikova nagrado za igro, za skupinsko kreacijo v predstavi Tadeusza Slobodzianeka Naš razred